# Michael Uhl

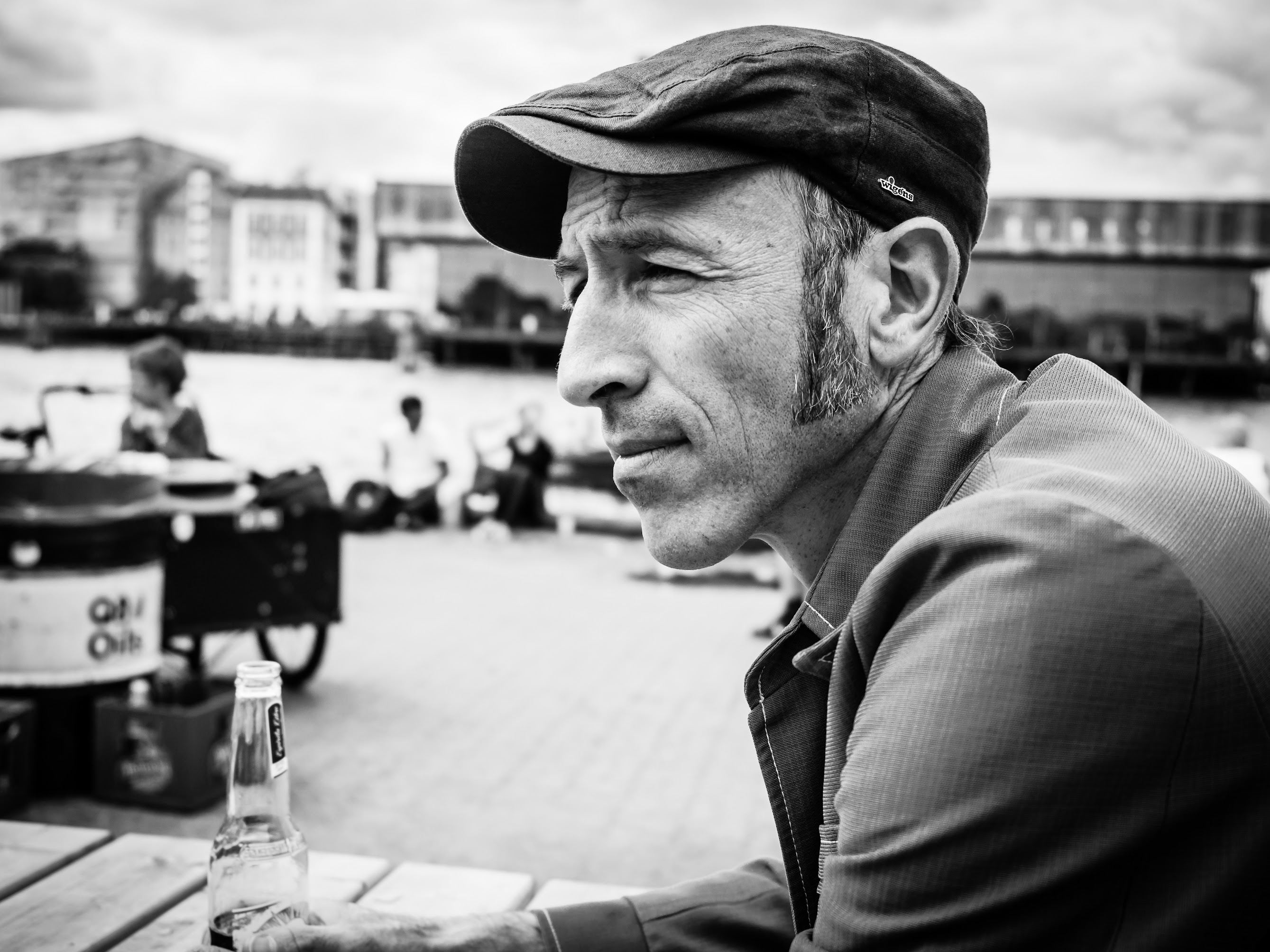
Michael Uhl (2016)

Michael Uhl (* 20. Dezember 1971 in Schwäbisch Gmünd) ist ein deutscher Theater- und Hörspielregisseur und Dozent für Regie und Narrative Recherche.

## Leben
Michael Uhl wuchs in Santiago de Chile und Schwäbisch Gmünd auf und studierte von 1992 bis 1999 Germanistik, Sport, Geschichte und Philosophie in Freiburg im Breisgau und Edinburgh. Das Studium schloss er mit dem ersten Staatsexamen und einer Magisterarbeit mit dem Thema „Ein Versuch über die Schauspielästhetik. Hofmannsthals Duse-Essays“ ab. Noch während des Studiums arbeitete er als Dramaturgieassistent bei Ballett Freiburg Pretty Ugly unter Amanda Miller und Seth Tillet und als Regieassistent am Theater Freiburg und der Volksbühne Berlin. Nach seinem Examen ging er im Jahr 2000 als fester Regieassistent ans Nationaltheater Mannheim, wo auch seine ersten Inszenierungen entstanden.
Seit 2003 arbeitet Michael Uhl als freier Regisseur unter anderem am Staatstheater Oldenburg, Staatstheater Braunschweig, Schauspiel Kiel, Theater Regensburg, Theater Baden-Baden, Landesbühne Nord Wilhelmshaven, Theater Heidelberg, Theater Heilbronn und für das Impuls-Festival für Neue Musik in Sachsen-Anhalt. 2007 war er  Stipendiat des Internationalen Forums des Berliner Theatertreffens. Von 2009 bis 2016 war Uhl der Leitende Regisseur des Niederdeutschen Schauspiels am Staatstheater Oldenburg. Seit 2011 arbeitet er zudem als Hörspielregisseur (Radio Bremen, Norddeutscher Rundfunk). Seit 2020 lehrt er an der Hochschule für Künste im Sozialen Ottersberg „Narrative Recherche“ und beschäftigt sich mit den Wirkungen von künstlerischen Prozessen in Organisationen. Uhl ist Teil eines internationalen Teams, das mit „Kreativer Agilität“ kunstbasierte Strategien für Organisationen und Unternehmen zugänglich macht.
Neben klassischen Theaterproduktionen ist ein großer Schwerpunkt von Uhls Arbeit die Narrative Recherche. Bei dieser maßgeblich von Michael Uhl entwickelten Herangehensweise entstehen Theaterproduktionen und Hörspiele aus eigener Recherche und meist an theaterfernen Spielorten. Als immersives Theater wird das Publikum dabei häufig aktiver Teil der Inszenierung. Beispiele sind Produktionen wie „Die Hölle von Donnerschwee“ (Staatstheater Oldenburg 2011), „Born with the USA – Theaterspektakel auf dem ehemaligen US-Hospital-Gelände“ (Theater Heidelberg 2014), und „Welterben – Ein Stadt-Gesellschafts-Spiel“ (Theater Baden-Baden 2019). Außerdem entwickelte Uhl aus diesem Ansatz heraus das Format der HörFußballSpiele und baut zusammen mit der Bühnenbildnerin Britta Langanke in Oldenburg die Kulturplattform Bloherfel.de mit eigenem Kulturfestival auf.

## Inszenierungen/Produktionen/Hörspiele (Auswahl)
- 2002: Der Zensor (Nationaltheater Mannheim)
- 2005: Fahrstunde mit Onkel Peck (Theater Heilbronn)
- 2006: Romeo und Julia (Theater Heilbronn)
- 2008: Zugvögel – Oldenburger Geschichten vom Kommen, Gehen und Bleiben (Staatstheater Oldenburg)
- 2009: De Schimmelrieder (Staatstheater Oldenburg)
- 2010: Der zerbrochene Krug (Theater Kiel)
- 2011: Die Hölle von Donnerschwee (Staatstheater Oldenburg)
- 2012: Krabat in Niederdeutscher Sprache (Staatstheater Oldenburg)
- 2013: Moby Dick (Staatstheater Oldenburg)
- 2014: Born with the USA – Theaterspektakel auf dem ehemaligen US-Hospital-Gelände (Theater Heidelberg)
- 2015: Tallymann und Schutenschubser – Ein Leben im Hafen (Ohnsorg-Theater in Kooperation mit dem Hafenmuseum Hamburg)
- 2016: Eintracht ist unser Leben! (Staatstheater Braunschweig)
- 2018: Feuer aus den Kesseln (Landesbühne Niedersachsen Nord in Wilhelmshaven)
- 2019: WuppertalMünchen1972 – Ein HörFußballSpiel (Wuppertal 2019)
- 2020: Stadt Land Oos (Theater Baden-Baden)
- 2021: Der Schatz von Bloherfel.de[7] – Ein Stadtteil macht Theater
- 2022: Nachbarn (Interaktiver Theaterzug, Theater Regensburg)
- 2023: KreyenBrücken[8] (Theater-Stadt-Spiel, Oldenburg)
- 2023: Kulturfestival Bloherfel.de[9] (Oldenburg)

### Hörspiele (Auswahl)
- 2014: Reinhard Zähringer: Niederdeutsches Hörspiel: A.L. – Keen Arbeit (Musik, Bearbeitung und Regie) (Original-Hörspiel, Mundarthörspiel – RB/NDR)
- 2015: Manfred Briese: Niederdeutsches Hörspiel: Blomen för Evi (Regie) (Originalhörspiel, Mundarthörspiel – RB/NDR)
- 2016: Tallymann und Schutenschubser. Niederdeutsches Hörspiel (Autor und Regie) (Hörspielbearbeitung, Mundarthörspiel – RB/NDR)
  - Auszeichnung: Zonser Hörspielpreis 2017 (3. Platz)
- 2017: Gunda Wirschun: Niederdeutsches Hörspiel: Kreisliga (Regie) (Originalhörspiel, Mundarthörspiel – RB/NDR)

Quelle: ARD-Hörspieldatenbank